# Freycinetia involuta
Freycinetia involuta är en enhjärtbladig växtart som beskrevs av Huynh. Freycinetia involuta ingår i släktet Freycinetia och familjen Pandanaceae.
Artens utbredningsområde är Nya Kaledonien. Inga underarter finns listade.